# Liste der Naturdenkmale in Oranienburg
Die Liste der Naturdenkmale in Oranienburg enthält alle Naturdenkmale der brandenburgischen Stadt Oranienburg im Landkreis Oberhavel, welche durch Rechtsverordnung geschützt sind.
In den Spalten befinden sich folgende Informationen:
- Nr.: Identifizierungsnummer nach veröffentlichter Liste. Sie wird von der unteren Naturschutzbehörde des Landkreises oder der kreisfreien Stadt vergeben. Wenn sie bekannt ist, wird sie angegeben. In dieser Spalte kann sich zusätzlich das Wort Wikidata befinden, der entsprechende Link führt zu Angaben zu diesem Naturdenkmal bei Wikidata.
- Bezeichnung: Benennung des Naturdenkmals, in der Regel wird bei Bäume die Baumart genannt. Bekannte Eigennamen werden mit angegeben.
- Gemarkung: Ort oder Gemarkung, in der sich das Naturdenkmal befindet
- Lage: Nennt die Lage des Naturdenkmals im jeweiligen Ortsteil und die geografischen Koordinaten des Naturdenkmals. Link zu einem Kartenansichtstool, um Koordinaten zu setzen. In der Kartenansicht sind Naturdenkmale ohne Koordinaten mit einem roten beziehungsweise orangen Marker dargestellt und können in der Karte gesetzt werden. Denkmale ohne Bild sind mit einem blauen bzw. roten Marker gekennzeichnet, Denkmale mit Bild mit einem grünen beziehungsweise orangen Marker.
- Beschreibung: die Beschreibung des Naturdenkmales
- Schutzzweck: Erläutert den Grund der Unterschutzstellung
- Bild: Zeigt ein Bild des Naturdenkmales und gegebenenfalls ein Link zu weiteren Fotos im Medienarchiv Wikimedia Commons

## Lehnitz
| Bild                                    | Bezeichnung   | Lage                                                          | Beschreibung | Schutzzweck | Nummer |
| --------------------------------------- | ------------- | ------------------------------------------------------------- | ------------ | ----------- | ------ |
| Direkt Bild zu diesem Denkmal hochladen | Schwarzpappel | Lehnitz, an der Gaststätte „Schweizerhaus“ ()                 |              |             | 133    |
| Direkt Bild zu diesem Denkmal hochladen | Kaisereiche   | Lehnitz, Gestell 884/883, 20 m entfernt ()                    |              |             | 134    |
| Direkt Bild zu diesem Denkmal hochladen | Zareneiche    | Lehnitz, G70 m nördlich vom Prinzengestell Jagen Abt. 884a () |              |             | 135    |

## Malz
| Bild                                    | Bezeichnung        | Lage                                                                                        | Beschreibung | Schutzzweck | Nummer |
| --------------------------------------- | ------------------ | ------------------------------------------------------------------------------------------- | ------------ | ----------- | ------ |
| BW                                      | Eiche              | Malz, an der Fließbrücke in Dameswalde; Flur 24, Flurstück 7 (52° 48′ 19″ N, 13° 16′ 24″ O) |              |             | 138    |
| BW                                      | Rüster             | Malz, Schweizer Hütte; Flur 8, Flurstück 14 (52° 48′ 59,2″ N, 13° 18′ 57,5″ O)              |              |             | 139    |
| Direkt Bild zu diesem Denkmal hochladen | 2 Weymouthskiefern | Malz, an der Havel in der Schweizer Hütte ()                                                |              |             | 140    |

## Oranienburg
| Bild                                    | Bezeichnung      | Lage | Beschreibung | Schutzzweck | Nummer |
| --------------------------------------- | ---------------- | --- | ------------ | ----------- | ------ |
| BW                                      | 3 Eiben          | Oranienburg, auf dem Grundstück Bernauer Straße 21 (52° 45′ 18,3″ N, 13° 14′ 25,2″ O)                                      |              |             | 160    |
| Direkt Bild zu diesem Denkmal hochladen | Alte Eiche       | Oranienburg, auf dem freien Platz im hinteren Teil des Schlossparkes ()                                                    |              |             | 161    |
| BW                                      | Starke Eiche     | Oranienburg, Saarlandstraße, Ecke Illerstraße; Flur 25, Flurstück 159/4 (52° 44′ 17,5″ N, 13° 14′ 56″ O)                   |              |             | 162    |
| Direkt Bild zu diesem Denkmal hochladen | 22 Maulbeerbäume | Oranienburg, Am Wolfsbusch, hinter den Scheunen, zwischen Melanchthonstraße und dem Ausläufer der Havelstraße ()           |              |             | 163    |
| Direkt Bild zu diesem Denkmal hochladen | 4 Maulbeerbäume  | Oranienburg, Stralsunder Straße, westlich der Bahngleise ()                                                                |              |             | 164    |
| Direkt Bild zu diesem Denkmal hochladen | Alte Pappel      | Oranienburg, an der Einmündung der Schlegelstraße in die Lessingstraße, im Schnittpunkt der Mittelachsen dieser Straßen () |              |             | 165    |
| Direkt Bild zu diesem Denkmal hochladen | 5 Eichen         | Oranienburg, Oranienburg/Sachsenhausen, an der Kuhbrücke ()                                                                |              |             | 166    |

## Schmachtenhagen
| Bild                                    | Bezeichnung    | Lage | Beschreibung | Schutzzweck | Nummer |
| --------------------------------------- | -------------- | --- | ------------ | ----------- | ------ |
| Direkt Bild zu diesem Denkmal hochladen | Eiche          | Schmachtenhagen, 250 m östl. der Lehnitzschleuse an der Str. ()                                         |              |             | 171    |
| BW                                      | 3-Brüder-Buche | Schmachtenhagen, Forstrevier Lehnitz, Abt. 1017; Flur 6, Flurstück 4 (52° 46′ 17,4″ N, 13° 17′ 41,3″ O) |              |             | 172    |

## Zehlendorf
| Bild                                    | Bezeichnung                             | Lage                                                                                       | Beschreibung | Schutzzweck | Nummer |
| --------------------------------------- | --------------------------------------- | ------------------------------------------------------------------------------------------ | ------------ | ----------- | ------ |
| Direkt Bild zu diesem Denkmal hochladen | Eibengruppe                             | Zehlendorf, Pfarrgarten (Rosengasse 16); Flur 1, Flurstück 1 ()                            |              |             | 230    |
| Direkt Bild zu diesem Denkmal hochladen | Eiche                                   | Zehlendorf, vor der Försterei Rehmate ()                                                   |              |             | 231    |
| Direkt Bild zu diesem Denkmal hochladen | Eiche                                   | Zehlendorf, im Jagen 380 ()                                                                |              |             | 232    |
| Direkt Bild zu diesem Denkmal hochladen | Friedenseiche                           | Zehlendorf, Dorfplatz; Flur 1, Flurstück 264 ()                                            |              |             | 233    |
| BW                                      | Götzeneiche                             | Zehlendorf, Nordufer der Tongrube; Flur 8, Flurstück 53 (52° 47′ 57,5″ N, 13° 22′ 40,2″ O) | umgestürzt   |             | 234    |
| Direkt Bild zu diesem Denkmal hochladen | Findling                                | Zehlendorf, 400 m westlich vom km 33 der Chaussee Zehlendorf-Liebenwalde ()                |              |             | 235    |
| BW                                      | Lindenallee                             | Zehlendorf, alter Dorffriedhof; Flur 1, Flurstück 21 (52° 47′ 2″ N, 13° 23′ 14,1″ O)       |              |             | 236    |
| BW                                      | Lindenbestand                           | Zehlendorf, Dorfanger; Flur 1, Flurstück 264 (52° 47′ 4,3″ N, 13° 23′ 25,3″ O)             |              |             | 237    |
| Direkt Bild zu diesem Denkmal hochladen | Gutspark mit Linden, Eichen und Akazien | Zehlendorf, neben der Schule; Flur 3, Flurstück 1 ()                                       |              |             | 238    |